# 小早川秀包
毛利秀包（日语：／ Mōri Hidekane，1567年1月18日—1601年4月24日），又名小早川秀包（日语：／ Kobayakawa Hidekane），是日本戰國時代、安土桃山時代的武將。他是毛利元就的九男，母親是乃美大方。幼名才菊丸。通稱藤四郎、市正、內記，原名元綱、元總，後改名秀直、秀兼，皈依天主教後取洗禮名西默盎（日语：シマオ），官職為治部大輔、從四位下筑後守、侍從，法號玄濟道叱。他的妻子是大友宗麟之女桂姬（洗禮名馬真塔，Maxentia）。

## 生平

### 少年轉折時期
元龜二年（1571年）1月，元就將5歲的才菊丸送往備後國豪族戶坂家為養子繼承，5月，備後國另一豪族大田英綱無嗣死去，在其遺臣平對馬守和渡邊河內守數度對元就的懇願下，才菊丸轉為繼承大田家成為當主，元服後取名為大田元綱（通稱市正）。
天正七年（1579年），秀包三哥小早川隆景雖已至50天命之年卻仍膝下無子，在其家臣向毛利家當主毛利輝元請求後，秀包因此成為了三哥隆景的養子，入繼小早川家為嗣，改名為小早川元總。並由椋梨景家、龜門景信、横山景義等家臣輔佐。
天正十年（1582年），控制日本近畿一帶的的織田信長葬身火海死於本能寺的明智光秀叛變，當時正在攻略毛利家的織田家臣羽柴秀吉（豐臣秀吉）於備中高松城迅速與毛利家議和，並提出要毛利家交出吉川經言（吉川廣家）和元總為人質，因此兩人被送往大坂，然而秀包不同於廣家，因其美少年的容貌姿態特別受到秀吉的寵愛，受到很好的待遇。而吉川廣家早早便被秀吉送返毛利家了。
天正十二年（1584年）3月，17歲的元總隨秀吉出戰德川家康於小牧·長久手一地的小牧·长久手之战，5月參加竹鼻城水攻，戰後，秀吉令養女大友宗麟之女桂姬（又名孝子、引地君）與元總訂下婚約，並從自己的名字中選出“藤”和“秀”字下賜給元總，因此改名為藤四郎秀包。並於翌年1月受領河內國1萬石俸祿。

### 四國、九州時期
天正十三年（1585年）3月參加紀州雜賀征伐，6月參與四國征伐，並作為小早川隆景的先鋒橫渡瀨戶內海，於冰見原之戰擊退了金子元宅及長宗我部的增援後進攻高尾城，秀包此時討取了長宗我部家臣花房親兵衛。隨後於7月進攻金子元春(金子元宅之弟)所處的伊予國金子城，在包圍之時奮勇與敵軍戰鬥，並擊退敵方援軍，攻落了城池，此戰戰況慘烈俗稱「天正之陣」。四國征伐結束之後因功受領了伊予國宇和郡大津城3萬5千石。
天正十四年（1586年）也隨養父隆景參與九州征伐，期間和吉川元春、黑田孝高、黑田長政參與攻略小倉城、宇留津城，更在圍攻高橋元種的豐前國香春嶽城時，於隆景攻打北門引誘敵軍之際，秀包帶領家臣爬上石垣並與敵軍展開激烈的鐵砲戰，最後成功進入敵城並斬殺三名敵將，且裡應外合使自軍攻破城門遂攻陷香春嶽城，因此功績，毛利輝元賜給秀包「青江之御刀」、隆景也給秀包一把「備前兼光」太刀，更從秀吉處拜領「粟田口吉光」太刀。
隨後秀包參與進攻了筑後豪族草野家清的發心岳城，家清所築此城易守難攻並曾經數度擊退秋月種實、立花道雪的軍勢，就連豐臣軍此次也一度遭到擊退，但最終在秀包等豐臣大軍持續攻擊壓力下形勢不利而出走城池，下山逃進了善導寺，但隨後被秀吉之計謀誘出，使其自刃而亡。
天正十五年（1587年）7月，九州征伐結束後小早川隆景獲封筑前國及筑後國共30萬7千石，秀包從中獲領了筑後國三郡7萬5千石，並築起久留米城為居城，此時因秀吉之命改通稱為內記。
同年9月九州肥後國因為不滿新任國主佐佐成政的檢地措施而爆發國人豪族一揆，於10月秀包擔任討伐軍的總大將極為活躍，率領筑前國、筑後國及肥前國的各大名包圍和仁親實、親範、親宗三兄弟的田中城，此戰秀包以二重之柵包圍城池，打算令其兵糧耗盡再行攻城，這期間在安國寺惠瓊的調略下，親實的妹婿邊春親行反叛，此時秀包和立花宗茂為主力奮勇攻進城中，從包圍開始歷經38天終於攻下了敵城。
而秀包和宗茂兩人因此時互相欣賞而結為義兄弟，並一同於1589年受領侍從的官位且獲賜「豐臣氏羽柴姓」和「桐御紋」，秀包因此被人稱「羽柴久留米侍從」。
天正十六年（1588年）正式將之前訂下婚約的桂姬迎入筑後久留米城，翌年嫡男元鎮誕生。因桂姬受父親大友宗麟影響而信仰天主教之緣故，秀包也做為天主教大名而活躍，接受洗禮名西默盎（日语：シマオ）。
天正十九年（1591年）秀包受到大友家的依賴，以鴻門宴般的計謀誘殺了領地內的高良山神社座主・麟圭、了巴父子，並於城下建設天主堂，聚集了7000多位天主信者。此事並非是宗教對立，而純粹是武力抗爭，因原本的座主是支持大友家的丹波良寬，其弟麟圭背叛了良寬奪取座主之位並支持與大友家敵對的龍造寺隆信，故而大友家委託秀包討伐麟圭。且之後秀包招來麟圭的末子・秀虎丸（尊能）繼承了座主之位。

### 朝鮮征戰時期
文祿元年（1592年）秀包配屬於小早川隆景為出兵朝鮮的第六大隊之一，率領1千5百兵力出戰。於全羅道攻略之際守備竹嶋城並於大鼓城之戰立下「一番旗」的戰功並討取多數敵人而攻下此城。
文祿二年（1593年）明軍於平壤大敗日軍小西行長，這時對比不戰而逃的大友義統，堅守城池的秀包受到了眾人的讚嘆。隨後於1月26日參與中、日、韓三方的碧蹄館之戰，秀包作為日軍先鋒隊四號隊出戰，作戰期間遭到明將・李平胡的奇襲，惡戰之時雖然秀包持槍衝鋒卻損失重臣橫山景義等八位家臣，自身甚至落馬但也奮力討殺敵將，並勉強的抵住攻勢會合隆景軍先陣的粟屋景雄、井上景貞兩隊，並在隆景的指揮下和同年的義兄弟立花宗茂以及宇喜多家名將戶川達安共同逼退明、朝鮮聯軍。秀包因此戰功獲得加增5萬5千石共13萬石領地俸祿並敘任筑後守的官位。
同年6月，日軍約9~12萬兵力進攻慶尚南道晉州城打算開闢前往全羅道之進路，為第二次晉州城之戰。然而城北方的星州一帶有明軍劉綖以及周邊其餘明軍共約三萬餘分散駐屯於各地，且宜寧一帶有朝鮮軍金命元、李薲、權慄、宣居怡、郭再祐、高彥伯等五萬餘集結，13日朝鮮軍前往晉州城東方的咸安為援軍打算攔截日軍。為此秀包和立花宗茂、高橋統增共四千兵力作為先鋒前往迎擊，先以立花軍2百為疑兵引誘朝鮮軍出擊未果並且也無夜襲的機會後兩軍偽退誘敵，14日早朝在立花軍先擊破追來的敵軍第一陣七千兵後，兩軍又合作縱橫於一萬七千兵的朝鮮軍第二陣中，遂使朝鮮軍出走咸安城退守鼎岩津後無心再戰於15日撤退往全羅道的全州，部分朝鮮軍以金千鎰為首等七千兵力逃往晉州城。
而日軍雖於29日攻下晉州城，並於7月5日~7日進擊全羅道求禮、谷城，但因南原城難以攻略而於9日撤退，晉州城也在此後因日軍改往南部沿岸築城而進行破棄。後同年9月2日，做為小早川秀包軍先鋒的問註所統景、問註所正白兄弟於晉州城西南方二十餘里的河東郡攻略朝鮮牧使所防守的城池時遭遇明將劉綖來援，兄弟與之奮戰激鬥仍不敵先後戰死損失數百人，立花宗茂為援救小早川軍而前往與劉綖軍對戰，劉綖軍不敵敗退往晉州城。
文祿3年（1594年），養父隆景從豐臣氏迎接羽柴秀俊（亦即後來的小早川秀秋）為養子。傳說中，由於40歲的輝元膝下無子，秀吉有意將秀俊作為養子送進毛利家繼承。但由於隆景認為秀俊的器量不足手腕不行，不配繼承毛利家，從而打算犧牲小早川家來護主毛利家，秀俊為養子繼承，秀包因此成為小早川家庶流分家，時人稱久留米小早川，重視毛利氏家血統的隆景於是面謁秀吉，建議將輝元的堂弟毛利秀元作為輝元的養子繼承毛利家，自己則接受秀俊為養子繼承小早川家。但此說存疑，因早在文祿元年（文祿1592年）豐臣秀吉已指定毛利秀元為毛利輝元繼承人。
文祿4年（1595年），隆景正式隱居，讓出小早川家家督之位，繼承小早川家當主的是秀秋而不是秀包。此時，隆景仍然從秀吉處獲封筑前國5萬石領土。
慶長二年（1597年），養父隆景於三原城病逝，享年65歲。秀包收到噩耗後，仍隨軍再征朝鮮，這時秀包再次鎮守竹嶋城，期間因患病而令家臣林包次代為出戰，維持了小早川軍的士氣。同年10月，秀包和筑紫廣門守備星州的谷城，期間遭到明軍李如梅數千軍勢的猛烈進攻，就在城池快被敵軍攻陷之際，秀包與廣門帶領家臣脫出城池，並會合小早川秀秋派來的援軍山口正弘（山口玄蕃、宗永）、南部光顯（南部無右衛門），趁夜色昏暗從城外夾擊大敗敵軍，之後便向竹嶋城撤退。
慶長三年（1598年），因秀吉之死，日軍從朝鮮撤退回國。秀包與立花宗茂於露梁海戰時，遭到明、朝鮮軍船的阻擋，雙方皆以鐵砲互擊，此時秀包施展精湛的鐵砲術並以愛用的鐵砲「雨夜手拍子」射殺敵兵，最後和立花軍共同突破敵船，之後安全回國。

### 關原晚年時期
慶長五年（1600年）在關原之戰參加西軍，於8月守備大坂城的玉造口御門。9月3日，近江國大津城主京極高次反叛西軍，領3千人籠城，西軍則以秀包的八哥末次元康（毛利元康）為總大將率1萬餘人前往攻略，然久攻不下，秀包和立花宗茂因此被毛利輝元和石田三成調往大津城，9月13日開始了猛攻，即使秀包奮力抑制了敵軍的攻勢並突進了城內，但是戰事之激烈仍令秀包損失了6名部將且有3名重臣負傷，然而在立花軍的奮勇進攻和安排至長等山的大砲轟擊下，京極高次終於9月15日開城投降，然而卻接到關原的西軍也在同日戰敗，秀包和宗茂遂放棄大津城撤退到大坂城。
到達大坂城的秀包和宗茂定下與東軍俱滅的決心，強烈要求毛利輝元於大坂城籠城抗戰，但是因輝元已經答應德川家康保全領地的勸降（事實上減封僅剩周防國及長門國）而拒絕抗戰。這時宗茂原本想和秀包回領地抗戰，但是秀包以自身畢竟為毛利一族，不得不為保全毛利本家為由不願對德川家再起抗爭，因此有一說法兩人為了不互相因為家族的決定牽累對方於是在安藝蒲刈一地斷絕了義兄弟的關係。
此時的九州在秀包和宗茂不在居城之際，於10月14日黑田如水和鍋島直茂共3萬7千人攻擊了秀包的居城久留米城，城中僅有宿老桂廣繁和白井景俊等家臣以及守備士兵5百餘人，據《黑田如水傳》所載 ，秀包於出戰前交代兩位宿老若聽聞西軍戰敗，久留米城遭東軍攻擊之際，必定要盡力死守，要是快被攻破之際，就殺了秀包之妻與子並奮戰至死，然而對方若是黑田如水的軍隊，由於兩家交情良好，秀包也認為如水是重情義之人，加上兩家都信仰基督教，特別吩咐絕不可與之對戰，務必開城，且可安心將秀包妻、子托其保護。
於是兩位宿老接受了開城勸告交出城池，並交出秀包正室桂姬以及長男元鎮和一名女兒為黑田家人質，桂廣繁也交出四男黑壽丸為鍋島家人質。
此後秀包同宗茂被沒收領地除封大名，秀包這時於大德寺剃髮入道法號「玄濟道叱」，之後隨毛利輝元乘船回國之時病倒。11月，秀包於長門國赤間關的宮元二郎館修養，最後於翌年3月23日病逝，享年35歲，葬於現今於山口縣下關市豐北町瀧部的西樂寺（普賢寺）。後於久留米境內建有以秀包為祭神的小早川神社。

## 人物
秀包是毛利元就九個兒子當中，被認為是最和元就相似的人物，承襲了文武雙全之才能，並且精於鐵砲術。對於毛利本家以及小早川家並沒有作出任何背叛和名譽受損之事，並於文祿・慶長之役中展現過人的武勇，有著莫大的貢獻。
秀包原本是小早川隆景於筑前國及筑後國的30餘萬領地久留米城的繼承人，然而於文祿三年（1594年）因為早先豐臣秀吉之子秀賴的誕生，秀吉急於排除其他有繼承豐臣政權的養子，其中的姑侄木下秀俊（小早川秀秋）便是其一，秀吉原本打算令秀秋成為毛利輝元的養子，好打算令秀秋繼承毛利家的實力勢力，加上秀秋為當時聞名的愚笨之人，難保未來不會毀了宗家毛利家，因此事被小早川隆景識破，因此令毛利輝元收其四哥穗井田元清之子毛利秀元表明其為後繼者的身分地位，而隆景則打算犧牲自己的小早川家迎入秀秋為養子繼承，秀包因此成為小早川家庶流，一時另稱久留米小早川氏。而此事在之後的關原之戰後也有人如此遺憾：「若是小早川本家是由秀包繼承，那麼便不會有小早川的叛變所造成的西軍之敗。」
秀包因為其妻桂姬和其父大友宗麟信仰基督教的關係，自己也於天正十四年（1586年）在九州下關受洗取名為「（Simao‧Findenao）」，並積極於領地發揚基督教。後於1591年5月13日誘殺反對基督教的筑後高良山座主・麟圭父子，終於在久留米城下建設天主堂，傳聞領地內有多達7千人的基督教信者，並於1600年曾有宣教師到久留米替7百餘人洗禮。然而傳說秀包於朝鮮患病以及關原之戰戰後迅速病死也是因為誘殺麟圭父子的關係（一說高良山一事為單純的領地控制鎮壓，對新領主小早川氏不滿的麟圭父子將其肅清後，仍然保留麟圭末子秀虎丸繼承高良山座主延續其宗教地位）。
秀包死前，因小早川秀秋在關原之戰叛變響應東軍襲殺西軍，觉得小早川姓氏是叛臣之姓，非常反感恥辱而恢復毛利姓氏，不與小早川秀秋同姓。長子毛利元鎮則在毛利輝元的庇護下領有長門國吉敷郡7千石，為吉敷毛利家之祖。三子小早川能久延續小早川家名，並出仕輝元之子毛利秀就。

## 家臣
- 白井景俊（白井兵庫頭、洞竹）
- 白井包俊（白井忠助）
- 桂廣繁（桂民部大輔、快友）
- 桂繁次（桂紀伊守、孫次郎）
- 椋梨景家（椋梨越前守）
- 椋梨包祐（椋梨越前守、主殿）
- 林長早（林大藏、包次、次郎兵衛）
- 橫山景義（橫山肥前守）
- 龜門景信（龜門雅樂助）

## 外部連結
1. 赤猿日吉,《小早川秀包》，[https://web.archive.org/web/20070929063425/http://ranhk.org/samurai/samurai.php?fm_no=180%5D%EF%BC%8C2006%E5%B9%B411%E6%9C%8823%E6%97%A5%E6%9B%B4%E6%96%B0
2. 《鎌倉党の歴史》，[永久]，2006年11月23日更新

## 脚注
1. ↑  イエズス会の資料による。
2. ↑  依《（页面存档备份，存于） （页面存档备份，存于） （页面存档备份，存于） ，141頁 （页面存档备份，存于）》所載，此時明將劉綎五千屯星州八莒、王必迪兵數未詳屯慶州(一說尚州)、吳惟忠五千屯善山鳳溪、祖承訓、李寧、葛逢夏兵數未詳屯居昌、查大受、骆尚志、宋大斌六千屯南原共約有三萬於兵力。朝鮮將領有都元帥・金命元、平安巡辺使・李薲、全羅巡察使・権慄、全羅兵使・宣居怡、防禦使・李福男、助防将・李継鄭、鄭名世、慶尚左兵使・高彦伯、右兵使・崔慶會、忠清兵使・黄進、京畿助防将・洪季男、星州牧使・郭再祐、倡義使・金千鎰、義兵・高従厚在宜寧、昌寧集結約五萬兵力。
3. ↑  .   [2012-08-31]. （原始内容存档于2016-03-04）.
4. ↑  .   [2016-11-08]. （原始内容存档于2020-10-17）.